# Juan Américo Díaz
Juan Américo Díaz (Santiago del Estero, Juan Francisco Borges, San Francisco del Estero; 12 de noviembre de 1944-La Paz; 29 de mayo de 2013) fue un futbolista argentino  nacionalizado boliviano que se desempeñó como delantero.

## Biografía
Juan Américo Díaz nació en la ciudad de Santiago del Estero, Argentina, en sus inicios  jugaba en la tercera división de San Lorenzo Argentina; para finales de 1966 un busca talentos boliviano lo vio jugar, y le ofreció ir a jugar a Bolivia. Fue el 27 de enero de 1967, cuando Juan Americo Díaz a sus 23 años llegó al país. Hizo su debut como futbolista profesional con el Club Mariscal Santa Cruz el 9 de abril de 1967, equipo con el que consiguió la Recopa Sudamericana de Clubes en 1970. Tras ganar la copa fue traspasado al The Strongest, equipo con el que permaneció hasta 1974, ganando tres ligas de Bolivia. Al finalizar su etapa en el club fichó por el Club Bolívar, donde jugó durante tres temporadas. En 1977 fichó por el Club Always Ready, equipo en el que permaneció durante cuatro años, siendo en el primer año cedido al Club Independiente Unificada. En 1981 fue traspasado al Club Chaco Petrolero para volver posteriormente en 1983 al Club Always Ready, retirándose del fútbol profesional en 1985.
También jugó para la selección de fútbol de Bolivia en 1969 en la clasificación para el mundial de México en 1970. Posteriormente volvió a ser convocado por última vez en 1975, cosechando un total de tres goles en diez partidos jugados.
En el año 1988 se hizo cargo de la dirección técnica del Club Always Ready. Estuvo como técnico de la división mayor hasta el año 1994, para después hacerse cargo de la Primera División y de las divisiones menores (sub-18, sub-17, sub-15, sub-13), hasta el año 2002, dejando la conducción del Club Always Ready.
Juan Americo Díaz falleció el 29 de mayo de 2013 a la edad de 68 años tras sufrir una parada cardiorrespiratoria.

## Clubes
| Club                    | País    | Año         |
| ----------------------- | ------- | ----------- |
| Mariscal Santa Cruz     | Bolivia | 1967 - 1970 |
| The Strongest           | Bolivia | 1970 - 1974 |
| Bolívar                 | Bolivia | 1974 - 1977 |
| Always Ready            | Bolivia | 1977 - 1978 |
| Independiente Unificada | Bolivia | 1978 - 1979 |
| Always Ready            | Bolivia | 1979 - 1981 |
| Chaco Petrolero         | Bolivia | 1981 - 1983 |
| Always Ready            | Bolivia | 1983 - 1985 |

## Palmarés

### Títulos nacionales
| Título           | Club          | País    | Año  |
| ---------------- | ------------- | ------- | ---- |
| Primera División | The Strongest | Bolivia | 1974 |

### Títulos internacionales
| Título              | Club                | País    | Año  |
| ------------------- | ------------------- | ------- | ---- |
| Recopa Sudamericana | Mariscal Santa Cruz | Bolivia | 1970 |